# Pickens, Mississippi
Pickens là một thành phố thuộc quận Holmes, tiểu bang Mississippi, Hoa Kỳ. Năm 2010, dân số của thành phố này là 1 157 người.

## Dân số
- Dân số năm 2000: 1 314 người.
- Dân số năm 2010: 1 157 người.